# اتفاقية مجلس أوروبا لحماية الأطفال من الاستغلال والاعتداء الجنسي
اتفاقية مجلس أوروبا لحماية الأطفال من الاستغلال والاعتداء الجنسي (بالإنجليزية:Council of Europe Convention on the Protection of Children against Sexual Exploitation and Sexual Abuse) هي معاهدة متعددة الأطراف تابعة لمجلس أوروبا توافق فيه الدول بموجبها على تجريم بعض أشكال الاعتداء الجنسي ضد الأطفال وتعتبر أول معاهدة دولية تركز حول قضايا الاعتداء الجنسي الذي يتعرض له الأطفال في المنزل أو من قبل أفراد الأسرة.

## الاتفاقية
هدف الاتفاقية هو أن موافقة الدول على الاتفاقية التي تنص على تجريم النشاط الجنسي مع الأطفال دون السن القانونية، بغض النظر عن السياق الذي يحدث فيه هذا السلوك ؛ كما ينص الاتفاق على تجريم بغاء الأطفال واستغلال الأطفال إباحيا. وضعت الاتفاقية عدة تدابير لمنع الاستغلال والاعتداء الجنسيين للأطفال ، مثل تدريب وتعليم الأطفال، ومراقبة المجرمين، وفحص وتدريب الأشخاص الذين يعملون أو يتطوعون للعمل مع الأطفال.

## الموافقة على الاتفاقية
عقدت الاتفاقية ووقعت في 25 أكتوبر 2007 في لانزاروت ، إسبانيا وقد وقعت جميع دول مجلس أوروبا على الاتفاقية. في يوليو 2014 كانت جمهورية التشيك آخر دولة وقعت على الاتفاقية. دخل القرار حيز التنفيذ في 1 يوليو 2010 بعد أن تم التصديق عليها من قبل خمس دول أخرى.

## الدول التي وقعت على القرار
اعتبارا من يونيو 2018 ، تم التصديق على المعاهدة من قبل الدول ال 45 وهي :
- ألبانيا
- أندورا
- النمسا
- بلجيكا
- البوسنة والهرسك
- بلغاريا
- كرواتيا
- قبرص
- جمهورية التشيك
- الدنمارك
- استونيا
- فنلندا
- فرنسا
- جورجيا
- ألمانيا
- اليونان
- هنغاريا
- أيسلندا
- إيطاليا
- لاتفيا
- ليختنشتاين
- ليتوانيا
- لوكسمبورغ
- جمهورية مقدونيا
- مالطا
- مولدوفا
- موناكو
- الجبل الأسود
- هولندا
- النرويج
- بولندا
- البرتغال
- رومانيا
- روسيا
- سان مارينو
- صربيا
- سلوفاكيا
- سلوفينيا
- إسبانيا
- السويد
- سويسرا
- تركيا
- أوكرانيا
- المملكة المتحدة
- تونس

## دخول أول دولة عربية للإتفاقية
على الرغم من أنه تم تخصيص الإتفاقية فقط لدول مجلس أوروبا، إلا أن بإمكان أي دولة في العالم الدخول فيها؛ ولذلك في 3 يناير 2018 أصبحت تونس الدولة الوحيدة من خارج دول مجلس أوروبا التي تنضم إلى الاتفاقية.

## روابط خارجية
- نص الاتفاقية.
- صفحة معلومات الاتفاقية, مجلس أوروبا.
- التوقيعات والتصديقات.